# 말레이 해전
말레이 해전(영어: Naval Battle off Malaya)은 제2차 세계 대전과 태평양 전쟁 초기 1941년 12월 10일에 말레이 반도 동방 앞바다에서 일본 해군의 항공 부대(미쓰비시 G4M, 96식 육상공격기)와 영국 해군의 동양 함대 사이에서 행해진 전투이다. 일본군은 영국 해군이 동남아시아의 제해권 확보를 위해 파견된 전함 2척을 격침시켜 큰 성공을 거뒀다. 또한 당시의 "항공기는 작전 행동 중인 신식 전함을 침몰 시킬 수 없다."는 상식을 뒤집었다. 당시 세계 해군의 군함 건조 지침이던 거함거포주의의 종말을 알리는 사건이었다.

## 전쟁 전 상황
1941년 10월, 일본에서 온건한 노선을 밟던 고노에 내각이 몰락한다. 일본과의 전운이 감돌자, 영국 전시 내각에선 영국령 태평양의 방위를 강화하는 방안을 논의한다. 처칠 수상과 그의 내각은 일본 해군에 대한 억제 효과를 위해 현대식 전함의 배치를 선호했다. 이때 해군에서는 넬슨급 전함과 리벤지급 전함을 보내는 것을 제안하였으나, 넬슨함은 5월말 지중해에서 피해를 입은 상황이었고, 로드니는 승조원 휴가에 소규모 수리이 예정된 상황이었기 때문에 실현할 수 없는 제안이었다. 10월 20일,영국 전시 내각에서는 논의 끝에 리벤지급을 제외하면 유일하게 가용한 전함이던 킹 조지 5세급 전함 HMS 프린스 오브 웨일즈를 남아프리카 케이프 타운으로 보내기로 한다. 이후 극동의 상황을 봐가면서 이 전함을 다시 싱가포르로 보낼지 여부를 결정할 것이었다. 혹시 모를 본토의 위기가 온다면, 이 전함을 다시 영국으로 불러들일 생각이었기 때문이다.
시간이 지나자, 일본군이 서방 국가들의 제재에도 불구하고 중국에서 철수하기는 커녕 프랑스령 인도차이나를 침공하고 점점 동남아 전선으로 확대하려고 하자, 영국 해군 소속 최신 전함들을 극동에 파견하여 싱가포르 해군기지 전력를 강화할 것을 제안했다. 해군참모총장 더들리 파운드 경(Sir Dudley Pound)은 영국 해군이 일본 해군 전함 9척 전력과 동등성을 달성하기 위해 대부분의 주력함을 그곳으로 보내야만 싱가포르를 적절하게 방어할 수 있다고 말했다. 그러나 영국군이 나치 독일 및 파시스트 이탈리아와 전쟁 중이었기 때문에 그렇게 대규모 영국 해군을 파견하는 것은 비현실적이었다. 처칠은 이에 반대하고 신형 전함인 킹 조지 5세급 1척과 리나운급 순양전함 리펄스, 일러스트리어스급 항공모함 인도미터블로 구성된 최신예 주력함들을 소수 정예로 파견하는 것만으로도, 통상 파괴전을 수행하려고 하는 일본 해군을 상대할 수 있다는 주장을 펼쳤다.
처칠은 "상당한 무지"를 보여주고 "전함의 힘에 대한 과장된 믿음"과 "해군 문제에 간섭하는 경향"을 가지고 있다는 비판을 받아왔다. 하지만 실은 이미 이 시기에 울트라 작전을 통해서 독일과 이탈리아의 암호를 해독하고 있었고, 일본의 암호 해독에도 상당한 진전이 있었기 때문에, 일본 해군의 기동을 미리 알 수 있으므로 교전 선택을 마음대로 할 수 있다는 사실에서 나온 자신감이었다.

### 영국 해군 전략적 배치
현대식 전함 HMS 프린스 오브 웨일즈(Prince of Wales), 제1차 세계 대전 시대의 순양전함 리펄스(Repulse), 구축함 HMS 일렉트라(HMS Electra), 익스프레스(Express), 인카운터(Encounter), 주피터(Jupiter) 도합 6척으로 구성된 Z기동함대는 1941년 12월 2일 싱가포르에 도착했다.
원래는 항공모함 HMS 인도미터블을 Z기동함대에 할당되었지만, 194년 11월 13일 자메이카 킹스턴 항구 입구에서 좌초되었다. 미국 버지니아 주 노퍽에서 17일의 드라이 도크 수리가 필요했으며 작업에 참여할 수 없었다. 또 다른 항공모함인 HMS 허미즈은 케이프타운에서 Z기동함대에 합류하기 위해 싱가포르로 향하고 있었지만, 속도 부족으로 배치되지 않았다.

### 일본 해군의 대응
처칠은 HMS 프린스 오브 웨일즈와 리펄스가 일본군을 저지하기 위해 싱가포르로 파견될 것이라고 공개적으로 발표했다. 이에 대응하여 야마모토 이소로쿠 제독은 일본해군 제22항공전대에 미쓰비시 1식 육상공격기 36대를 증강시켰고, 조종사들은 두 주력함에 대한 공격 훈련을 시작했다.

## 개전
1941년 12월 8일 이른 아침(싱가포르 시간기준), 일본 해군항공대의 폭격기가 싱가포르를 공격했다. 프린스 오브 웨일즈함와 리펄스함는 대공포로 대응했다. 비행기는 격추되지 않았고 배는 피해를 입지 않았다. 일본군은 12월 8일(현지 시간) 말레이시아 코타바루에 상륙하여 일본의 말레이시아 침공을 시작했다.
하와이 진주만이 공격을 받았고 14척의 미국 전함이 침몰하거나 무력화되었다는 소식이 전해졌다. 전쟁 전 계획은 전쟁이 발발했을 때 미국 태평양 함대가 영국군을 지원하기 위해 주요 부대를 싱가포르로 보낼 가능성을 모색했으나 이제 불가능해졌다. 필립스 제독은 더글러스 맥아더 장군과 토마스 C. 하트 제독과의 초기 논의에서 그의 두 척의 주력함이 일본군과 맞서기에 충분하지 않다고 결론지었다. 그러나 일본군이 말레이시아를 점령하겠다고 위협하자, 필립스는 자신의 배를 공격적인 역할로 사용하라는 압력을 받았다. 그는 남중국해에서 일본 침략 호송대를 요격하고 파괴하기 위해 소함대를 소집했다.
그러나 일본군에 대응하는 연합군 항공전력은 참담했다. 브루스터 F2A 버펄로, 블렌힘 폭격기와 와일드비스트 뇌격기등으로 이루어진 총 158대에 불과했다.

### 출항
말레이시아로 향하는 일본 상륙부대에 대한 소식을 들은 Z기동함대는 HMS 프린스 오브 웨일즈, 리펄스, 일렉트라, 익스프레스, 뱀파이어, 테네도스로 구성되어 12월 8일 오후 5시 10분 싱가포르에서 출항했다. Phillips는 12월 10일 송클라를 공격하기를 희망했다. 그가 하루 더 일찍 출발했더라면 일본 함대가 아직 도착하지 않았기 때문에 공습을 전혀 받지 않고 목표를 달성할 수 있었을 것이다.
12월 9일 오전 7시 13분, Z기동함대는 Anambas 제도를 동쪽으로 지나 345도의 새로운 코스로 방향을 틀었고 나중에 9도로 변경되었다. Z기동함대는 12월 9일 오후 2시에 일본 해군 I-65 잠수함에 의해 발견되기 전에 2대의 일본 정찰기에 의해 발각되었지만 보고되지 않았다. 필립스는 자신이 추적당하고 있다는 사실을 몰랐다. 이 접촉 보고 이후, 침공군을 지휘하는 오자와 지사부로 중장은 대부분의 전함에게 빈 수송선을 베트남 남부의 깜라인 만으로 호위하도록 명령했다.
곤고급 전함 하루나와 곤고, 순양함 7척 및 구축함 3척으로 주축이 된 말레이 부대가 이 Z기동함대와 마주칠 가능성이 예상되자 즉시 말레이 부대에게 함포의 사거리에서 열세가 예상되더라도 야간 전투를 감행하여 영국함대와 일전을 벌이도록 명령을 내렸다. 추가로 일본해군의 제22 항공전대에게 전력을 다해서 동양함대를 공격하라는 명령을 내렸다.

### 싱가포르 회항
그날 밤, 일본 수상 비행기 중 하나가 일본 중순양함 초카이를 프린스 오브 웨일즈로 착각하여 플레어를 투하했다. 그 후 순양함 5척과 구축함 몇 척으로 구성된 일본군은 북동쪽으로 방향을 틀었다. 플레어는 영국군도 목격했는데, 영국군은 그들이 식별된 것을 두려워하고 남동쪽으로 방향을 틀었다. 이 시점에서 양측 함대는 약 9마일(20km) 떨어져 있었지만 서로를 발견하지 못했고 일본군은 프린스 오브 웨일즈의 레이더에 포착되지 않았다. 오후 8시 55분, 필립스 제독은 기습작전을 잃었다며 작전을 취소하고 부대에 싱가포르로 돌아가라고 명령했다.

### 일본 해군 총공격
12월 10일 이른 아침, Z기동함대는 쿠안탄 연안을 따라서 서서히 남진하면서 일본군을 찾고 있었다. 그러던중 다시 일본 잠수함 I-40이 Z기동함대를 포착했다. 제22 항공전대는 즉시 비상출동명령이 떨어졌으며, 조종사들은 잠을 자다말고 기상하여 다시 육상공격기들을 몰고 이륙했다. 이날은 전날보다 훨씬 많은 85대의 G3M, G4M 공격기가 참가했다. 이들은 잠수함이 보고한 지점을 향해서 전속으로 비행했다. 이날의 시계는 양호했으며 하늘에는 구름이 약간씩만 끼어 있어서 공격기측에 매우 유리한 상황이었다. 그러다가 일본군 정찰기 중 1기가 Z기동함대를 발견했다. 오전 10시 및 11시 13분경에 각기 폭격을 실시했다. 이 폭격에서는 단 1발만이 리펄스의 4번 포탑에 명중했으며, 그나마도 별다를 피해를 주지 못했다. 또한 이 폭격을 기점으로 영국 함대는 일제히 대공 전투태세에 들어갔다.
진짜 타격은 뇌격기 편대에 의해 이뤄졌다. 17기의 일본군 G3M 편대가 11시 40분경에 뇌격을 실시했고, 여기서 어뢰들 중 1기가 프린스 오브 웨일스의 B번 엔진실에 명중해 침수됐고, 한쪽 스크류를 잃은 프린스 오브 웨일스의 속력은 최대 항속의 절반인 16.5노트(30km/h)로 떨어졌다. 12시 20분경에 G4M편대가 추가로 뇌격을 실시했다. 상처입은 프린스 오브 웨일스함에 어뢰 3기가 적중했고, 리펄스에도 어뢰들이 달려들고 있었다. 리펄스는 우수한 조함 실력으로 어뢰들을 회피했지만 거기까지였다. 1발의 어뢰가 좌현에 명중한 것을 시작으로 3발 이상의 어뢰가 리펄스를 강타했다. 안타깝게도 리펄스는 1차 세계대전때 건조된 노령함인데다가 자매함 리나운과 달리 대개장도 받지 않아서 어뢰공격을 받아도 버텨내지도, 현대적인 장갑도 갖추지 못했다. 결국 난타당한 리펄스는 6분만에 함수쪽으로 전복되어 침몰했다.
프린스 오브 웨일스는 단 하나의 스크류만이 남은채 끈질기게 저항을 계속하고 있었다. 하지만 12시 40분경에 추가로 달려든 일본군 폭격기들이 갑판에 폭탄을 명중시켰고, 부상당해 쓰러져 있던 수많은 영국 승조원들이 목숨을 잃었다. 더 이상의 저항이 불가능함을 깨달은 필립스 제독은 퇴함을 명령했고, 몇분 지나지 않아 프린스 오브 웨일스는 침수로 기울어지기 시작했다.
한편 이 시점에서 전멸 직전에 이른 Z함대는 무선침묵을 깨고 모스부호로 SOS 신호를 타진했다. 이에 깜짝 놀란 호주 제453비행중대의 브루스터 F2A 버펄로 10대가 부리나케 달려와 오후 1시 15분에 도착했지만 이미 일본 항공대는 그림자도 보이지 않았고, 프린스 오브 웨일스가 물 속으로 사라지는 장면과 리펄스의 잔해를 구경하는 것 말고는 할 수 있는게 없었다.

## 개전 결과
전투가 끝난 다음 날 아침, 윈스턴 처칠 총리는 침대 옆에서 해군참모총장인 더들리 파운드 경으로부터 전화를 받았다.
- 파운드: 총리님, 프린스 오브 웨일즈호와 리펄스호가 모두 일본군에 의해 격침되었다는 사실을 보고해야 합니다. 톰 필립스 제독은 전사했습니다.
- 처칠 : 그것이 사실이라고 확신합니까?
- 파운드: 의심의 여지가 없습니다.

처칠은 전화를 끊는다. "모든 전쟁에서 나는 이보다 더 직접적인 충격을 받은 적이 없다... 내가 몸을 돌려 침대에서 몸을 비틀었을 때, 그 소식의 공포가 내게 스며들었다. 인도양이나 태평양에는 캘리포니아로 서둘러 돌아가는 진주만의 미국인 생존자를 제외하고는 영국이나 미국 선박이 없었다. 이 광활한 바다에서 일본은 최고였고 우리는 모든 곳에서 약하고 벌거벗었다."
처칠은 12월 11일 정오 이전에 영국 하원에 침몰 소식을 전했고, 다음날 말레이시아 전선상황에 대한 전체 검토가 이어졌다. 싱가포르는 두 주력함이 모두 손실된 후 본질적으로 육지 기지로 축소되어 해군력을 투사하는 기지가 아니라 의도하지 않은 육상 요새로 바뀌었다. 영국 동양함대는 침공의 나머지 기간 동안 실론섬과 네덜란드 동인도로 잔존 전투함들을 철수했다.